# Тотт, Бригитта
Бригитта (Биргитта) Тотт (1610—1662) — датская переводчица и писательница.

## Биография
Родилась в Йеллинге в семье помещика Кристена Тотта и его супруги, учёной дамы Софии Белов. Тотты и Беловы — два старинных рода в Скандинавии. В XVI и XVII веках представители этих родов неизменно участвовали в деятельности датского дворянского собрания — ригсрода. Принадлежность к высшей датской аристократии, вероятно, определила будущий интерес Б. Тотт к своей родословной, составление которой начала ещё её мать, а продолжила сестра Анна.
Уже в раннем детстве Б. Тотт получила «книжное» образование в духе ренессансного гуманизма с особым упором на изучение иностранных языков. Среди прочих европейских языков она учила и английский — редкое явление для педагогической практики Дании того времени.
Отец Б. Тотт умер, когда ей было шесть лет, и с тех пор её образованием занималась её мать, София Белов, которая пробудила у неё интерес к знаниям. Кроме неё, большое влияние на Б. Тотт оказал учёный и философ Хольгер Росенкранц, тоже представитель высшей аристократии, который проводил собрания в своём поместье Росенхольм. Б. Тотт участвовала в этих собраниях и через много лет в своём труде 1650-х годов «О пути к счастливой жизни» с большой теплотой рассказывала о своих впечатлениях от встреч с Росенкранцем: «Я была так счастлива часто бывать в его приятной компании…с восхищением слушать его глубокомысленные лекции и дискуссии, о которых причитается судить только учёным».
Позднее она перевела с немецкого «Зерцало князей» Росенкранца, но это произведение вызвало ожесточённые дебаты в ортодоксальных кругах, его автор был обвинён в ереси, и она не смогла опубликовать свой перевод. Б. Тотт и Хольгера Росенкранца связывали и родственные узы: его дочь вышла замуж за брата Б. Тотт, амтмана Хенрика Тотта.
Возможно, именно в Росенхольме Биргитта Тотт познакомилась со своим будущим мужем Отте Гойе — также представителем могущественного аристократического рода. Он был старше супруги на шесть лет. Они поженились, когда ей было двадцать два года, и прожили вместе десять лет, до его смерти в 1642 году. Их брак был бездетным. По всей видимости, Б. Тотт воспитывала двух своих племянниц, Елизавету и Софию Тотт. Елизавете Б. Тотт советовала читать хорошие книги и всячески поддерживала её в её занятиях науками. Девушка была тяжело больна, тётя ухаживала за ней, а та переводила христианские книги нравственного содержания, в частности, сочинение англичанина Томаса Фуллера. В 1664 году Томас Бартолин опубликовал эту работу под названием «Добрые мысли из злых и дурных времён». В книге было указано, что её перевела Елизавета Тотт, а отредактировала и подготовила к изданию Б. Тотт. О тяжёлом прощании тёти и умирающей племянницы повествует надгробная проповедь Ганса Клаусена Росинга.
Оставшись в одиночестве, Б. Тотт обосновалась на юге острова Зеландия в поместье Тюребюгор — ныне Тюребюхольм — и основательно занялась языками и переводами. Как свидетельствует её биограф Йорген Росенкранц, сын Холгера Росенкранца и начальник академии Соре, «в возрасте тридцати одного года она впервые взялась за изучение латыни под руководством превосходных учителей… и настолько хорошими были результаты, что она скоро могла выражать на этом языке любые мысли, какие желала».
Тюребюгор был разграблен в ходе войны со Швецией в 1658 году. С 1660 года Б. Тотт добилась права на пребывание в Академии Соре, где она и жила вплоть до своей смерти в 1662 году. На её похоронах преподаватели и ученики академии прославляли её в латинских и греческих стихах. Свою библиотеку она завещала Академии, но впоследствии, в 1813 году, здание Академии сгорело, а вместе с ним и множество ценных книг.

## Литературная деятельность
Будучи женой Отто Гойе, Б. Тотт не получила известности как учёная женщина, и единственным её переводом тех лет было «Зерцало князей».
Из многочисленных свидетельств знакомых Б. Тотт следует, что она владела немецким, голландским, английским, французским и испанским языками, а также латынью, ивритом и, по всей видимости, древнегреческим. Во всяком случае, в 1661 году она перевела маленькую книгу нравственно-философского содержания древнегреческого стоика Эпиктета. Её знание испанского, итальянского и голландского слабо документировано. В 1658 году она перевела работу знаменитого испанского гуманиста и педагога Хуана Вивеса о молитве «Отче наш», но оригинал был написан не на испанском, а на латыни. Б. Тотт также опубликовала переводы с французского сочинений кальвинистов Ф. Дюплесси-Морне и Пьера дю Мулена.
Среди английских моралистов она выбрала епископа Дж. Холла по прозвищу «английский Сенека». Это был её любимый писатель, и она перевела несколько его небольших сочинений. Кстати сказать, сочинения епископа Холла пользовались большой популярностью среди грамотных англичанок XVII века.
В своих философских воззрениях Б. Тотт тяготела к стоицизму. Поэтому неудивительно, что она обратила внимание на Сенеку. Она познакомилась с его произведениями, едва овладев латынью, и признавалась: «Я никогда не читала ничего, кроме Слова Божья, с таким сильным желанием и с такой пользой, как Сенеку». Её перевод трудов знаменитого римского философа имел эпохальное значение. Её книга, судя по изданию 1658 года, стала одной из красивейших в Дании XVII века.
Датское издание переводов произведений Сенеки, озаглавленное «Сочинения Луция Аннея Сенеки на датском», состояло из тысячи страниц и двух внушительных гравюр на меди. В книгу было включено двенадцать хвалебных стихов, принадлежавших перу важных учёных и профессоров. Первое стихотворение было написано на латыни Анной-Марией ван Шурман. В нём голландская учёная дама передавала свой титул — «Десятая муза» — своей датской коллеге. Другие поздравления были от датчан, прежде всего от профессоров и богословов, связанных с Академией Соре. Среди авторов были Йорген Росенкранц, спустя несколько лет сочинивший великолепную надгробную речь в память о Б. Тотт, Маркус Гьее Фалксен, Хенрик Эрнст, Томас Бартолин, Ханс Лауремберг, Йоханес Фабер, Расмус Хансен Брохманд, Эрик Понтоппидан, Йеспер Лауридсен Смит, Ханс Клаусен Росинг и Педер Шумахер Гриффенфельд. Под гравированным портретом Б. Тотт работы Альберта Хелвегса, на котором она была изображена на фоне своей библиотеки, было помещено хвалебное стихотворение поэта и историка Витуса Беринга.
«Сочинения Сенеки на датском» работы Б. Тотт стали первым большим переводом античного автора на датский язык. Другим выдающимся её произведением стал «Трактат о пути к счастливой жизни, которую все желают, мало кто увидит, и ещё меньше тех, кто стремится к ней правильными способами» (En Tractat Om Weyen till et Lycksalligt Liff Som alle ønske sig, Faa skønne pa, Fœre, ved et Rette midel Strebe effter). Это крупнейшее оригинальное сочинение Тотт. Оно не было опубликовано. Более того, оригинал был утерян, но в архиве в Оденсе сохранились два списка из библиотеки Карен Браге. Работа Тотт занимает уникальное место в датской литературе своего времени, ведь среди датских литературных произведений середины XVII века практически не найти нравственно-философских сочинений — жанра, весьма популярного в то время в других европейских странах.

## Признание
И современники, и потомки уже в XVIII веке, во времена Людвига Хольберга, сохраняли память о Б. Тотт. Её прославлял Оле Ворм. Её имя включали в разнообразные собрания выдающихся женщин, и среди ста пятидесяти учёных датчанок, живших с 1650 по 1800 год, сведения о которых имеются в подобных собраниях, она обычно выделяется как самая выдающаяся.

## Переводы
Den Vitberømte oc Nafnkundige Philosophi eller Viszdoms-Elskeris Skrifter. Nu paa voris danske Maal oversat. (af Birgitte Thott). Sorøe, Georg Hantsch, 1658.